# Hoogsaksisch
Het Hoogsaksisch of Oppersaksisch is binnen de Hoogduitse taal een Oostmiddelduits dialect dat het meest verwant is aan het Thürings. Hoogsaksisch wordt door vele mensen in Saksen en het zuiden van Saksen-Anhalt gesproken, meer in het bijzonder in en nabij de plaatsen Oschatz, Großenhain, Radeberg, Sebnitz en langs de Tsjechische grens tot aan Freiberg en Rochlitz. In het Duits wordt een groep van dialecten Meißenisch genoemd, naar het Markgraafschap Meißen.
Het Hoogsaksisch is vermoedelijk een mesolect en is ontstaan in ongeveer dezelfde tijd dat het Middelhoogduits overging in het Nieuwhoogduits.

## Kenmerken
In het Meißenisch is de palatalisatie van de medeklinker k niet zo sterk als in de meer westelijk gesproken Duitse dialecten het geval is. Kenmerkend voor de Hoogsaksische dialecten is verder het gebruik van de grammaticale partikelen nicht wahr en nicht wahr, nicht in vragende zinnen. In de praktijk klinkt dit vaak als norr of norr ni? Opvallend zijn verder de meest gebruikelijke woorden voor "ja" en "nee" (nu en né) - die aan het Wendisch zijn ontleend - en het voorkomen van intonatie .